# Maria Noichl
Maria Noichl (nascida em 9 de janeiro de 1967) é uma política alemã e membro do Parlamento Europeu que representa a Alemanha desde julho de 2014. Ela é membro do Partido Social-democrata, parte do Partido dos Socialistas Europeus.

## Serviço parlamentar
- Membro do Comité dos Direitos da Mulher e Igualdade de Género (2014-)
- Membro, Comité de Agricultura e Desenvolvimento Rural (2014-)
- Membro, Delegação à Assembleia Parlamentar Paritária ACP-UE (2014-)
- Membro, Delegação à Assembleia Parlamentar Euro-Latino-Americana (2014-2014)

Além das suas atribuições nas comissões, Noichl é membro do Intergrupo do Parlamento Europeu para o Bem-estar e Conservação dos Animais.